# Vackerbränntjärnen
Vackerbränntjärnen är en sjö i Skellefteå kommun i Västerbotten och ingår i Byskeälvens huvudavrinningsområde. Vackerbränntjärnen ligger i Byskeälven Natura 2000-område.